# 镇康罗伞
镇康罗伞（学名：Brassaiopsis chengkangensis）为五加科罗伞属的植物，是中国的特有植物。分布于中国大陆的云南等地，生长于海拔1,700米至2,400米的地区，一般生长在林中，目前尚未由人工引种栽培。